# Erik Lallerstedt (arkitekt)
 Der er flere personer med dette navn, se Erik Lallerstedt.
Erik Julius Lallerstedt (født 19. april 1864 på Färingsö, død 2. februar 1955 i Stockholm) var en svensk professor og arkitekt med særlig fokus på nationalromantik og klassicisme i sin skabelse af arkitektur.

## Biografi
Erik Lallerstedt blev født i 1864 på Skå-Edeby Gods i Ekerö kommun, Färingsö. Mellem 1882 og 1889 studerede han på Kungliga Tekniska högskolan og på Kungliga Akademien för de fria konsterna i Stockholm. Fra 1890 til 1944 drev han sin egen tegnestue i hovedstaden, men fra 1893 arbejdede han desuden som arkitekt ved Överintendentsämbetet.
Et af hans tidlige værker er Sankt Peters Kirke i Stockholm (1900-1901). Han blev hurtigt kendt for sin monumentale teglstensarkitektur, oprindeligt tilpasset jugendstil og svensk nationalromantisk design, eksempelvis Trygghuset i Stockholm fra 1906. Den Kungliga Tekniska högskolans bygninger (KTH) (1911–1940) er derimod mere nyklassicistisk prægede og betragtes som ét af hans vigtigste arkitektoniske værker. I perioden 1907-1929 var han tilmed professor ved KTH.
Forsikringsselskabet Thule bestilte både ham og Ture Ryberg til at designe selskabets pompøse hus på Kungsträdgårdsgatan i Stockholm, kendt som et solidt og stilfuldt klassicistisk bygningsværk. Erik Lallerstedt tegnede et stort antal bygninger til Postverket rundt omkring i Sverige, eksempelvis posthuset og riksbankkontoret på Stora Torg i Kristianstad (1916-1917), posthuset i Åsele (1926), posthusbygningen i Kristinehamn (1927), posthusbygningen i Umeå (1928) og Postgirot-bygningen i Stockholm (1930). Sammen med David Helldén og Sigurd Lewerentz designede han Malmö stadsteater, nu Malmö Opera og Musikteater (1944).
Erik Lallerstedt var far til arkitekten Lars-Erik Lallerstedt og bedstefar til designeren Lars Lallerstedt og restauratøren Erik Anders Lallerstedt.

## Udvalgt arbejde
I kronologisk tidsrækkefølge:
- Konstakademiens hus, Stockholm, 1893–1896 (om- og tilbygget)
- Hemse Kirke, Gotland, 1896 (renovering)
- Bromska palatset, Stockholm, 1898–1900 (med Ludwig Peterson)
- Kungsholms församlingshus, 1899–1902
- Stockholm–Västerås–Bergslagens Järnvägar, stationshuse og stationsforstanderboliger
- Vansbro station i Vansbro, 1899
- Sankt Peters Kirke, Upplandsgatan 12, Stockholm, 1901
- Härnösands enskilda bank, (senere Wermlandsbanken), Kungsträdgårdsgatan 16, Stockholm, 1901 (med Ture Stenberg)
- Sankt Matteus Kirke, Dalagatan 80-82, Stockholm, 1901–1903
- Waxholms Hotell, Vaxholm, 1903
- Trygghuset, Birger Jarlsgatan 32, Stockholm, 1907–1910
- Etageejendom, Baldersgatan 4, Stockholm (Lärkstaden), 1909–1910
- Kungliga Tekniska högskolan, Stockholm, 1914–1917 + senere udvidelse
- Thulehuset, Kungsträdgårdsgatan 14, Stockholm, 1915–1917 (med Ture Ryberg)
- Studentpalatset, Norrtullsgatan 2-6, Stockholm, 1925–1926
- Posthuset Odengatan/Dalagatan, Stockholm, 1928–1929
- Postgirot-bygningen Klara norra kyrkogatan 12-16, Stockholm, 1930–1938
- Östra station, Roslagsbanan, Stockholm, 1932 (med Albin Stark)
- Posthuset Fridhemsgatan, Fridhemsgatan 7-11 på Kungsholmen, Stockholm, 1938
- Malmö stadsteater (nu Malmö Opera), Malmö, 1944 (med David Helldén og Sigurd Lewerentz)

## Billeder
- Kungliga Tekniska högskolan.
- Thulehuset.
- Baldersgatan 4 i Lärkstaden, Stockholm.
- Trygghuset, Stockholm.
- Studentpalatset, Stockholm.
- Posthuset Odengatan, Stockholm.
- Banvaktarstuga, Grangärde landsogn, Dalarna.
- Vansbro station, Dalarna.
- Ängelsberg station, Västmanland.